# Diario de invierno
Diario de invierno és una pel·lícula dramàtica espanyola estrenada en 1988. Va comptar amb la direcció de Francisco Regueiro, que signa el guió al costat de Ángel Fernández-Santos, i l'actuació, entre d'altres, de Fernando Rey, Eusebio Poncela i Terele Pávez.

## Argument
Es tracta de la història de Caïm contada novament des del món infernal d'una comissaria de policia, des del caos d'una ruïna familiar, en un viatge mític al món de la infància. Déu i Caïm. Caïm i Abel. El paradís perdut, la infància i el seu record idealitzat, tots els tabús i traumes i la versió que dona la saviesa popular dels mateixos fets.

## Premis i candidatures
Festival Internacional de Cinema de Sant Sebastià
| Categoria                          | Persona      | Resultat  |
| ---------------------------------- | ------------ | --------- |
| Conquilla de Plata al millor actor | Fernando Rey | Guanyador |

3a edició dels Premis Goya
| Categoria                    | Persona            | Resultat  |
| ---------------------------- | ------------------ | --------- |
| Millor pel·lícula            | Millor pel·lícula  | Candidata |
| Millor director              | Francisco Regueiro | Candidat  |
| Millor actor protagonista    | Fernando Rey       | Guanyador |
| Millor actriu de repartiment | Terele Pávez       | Candidata |

Fotogramas de Plata 1988
| Categoria               | Persona      | Resultat  |
| ----------------------- | ------------ | --------- |
| Millor actriu de cinema | Terele Pávez | Candidata |
| Millor actor de cinema  | Fernando Rey | Candidat  |